# Mwamalili
Mwamalili è una circoscrizione rurale (rural ward) della Tanzania situata nel distretto urbano di Shinyanga, regione di Shinyanga. Conta una popolazione di 7 100 abitanti (censimento 2012).